# دراک (جورجیا)
دراک (به انگلیسی: The Rock) یک منطقهٔ مسکونی در ایالات متحده آمریکا است که در شهرستان اوپسون، جورجیا واقع شده‌است. دراک ۲۵۰٫۸۵ متر بالاتر از سطح دریا واقع شده‌است.